# مریم گالگو
مریم گالگو (زاده ۱۹۷۶) هنرپیشه اسپانیایی است. او نقش شرور نمادین مارکیونس سانتیلانا را در سریال تلویزیونی عقاب سرخ بازی کرد که باعث شهرت او شد.

## زندگی‌نامه
در سال ۱۹۷۶ در اورنسه متولد شد. پدرش اهل نوسلو دا پنا و مادرش اهل ویلامارین است. حرفه وی بازیگری و خوانندگی می‌باشد.
گالیگو کار تلویزیونی خود را با بازی در نقشی موقت در سریال پراتوس کامبینادو که از تلویزیون منطقه ای گالیسیا پخش شد آغاز کرد. او همچنین نقش‌های مهمان در سریال پلیس، در قلب خیابان و همچنین در کمیسر ایفای نقش کرد. در سال ۲۰۰۰، گالیگو در سریال پرطرفدار روزنامه نگاران نقش اصلی را ایفا کرد، در نقش کلودیا، کارآموزی که در دفتر تحریریه کرونیکا، روزنامه خیالی که سریال روی آن متمرکز بود، کار می‌کرد. او بعدها در بیمارستان مرکزی و لوبوس ایفای نقش کرد،  به دلیل رتبه‌بندی پایین بینندگان زودهنگام لغو شد.
او نخستین بازی خود را در یک فیلم بلند در سال ۲۰۰۷ در فیلم همزمان انجام داد که در آن به همراه لئوناردو اسباراگلیا بازی کرد.
نقش مهمی که حرفه بازیگری او را تثبیت کرد، بازی او در مجموعه تلویزیونی ماجراجویی عقاب سرخ بود. او نقش لوکرسیا، زنی جاه طلب و بی‌رحم، بیوه مارشیو سانتیلانا را بازی کرد که دسیسه‌های او بخش قابل توجهی از طرح سریال ۹ فصلی را بر عهده داشت. این مجموعه تلویزیونی در سال ۲۰۱۶ به پایان رسید.